# Waldo's Mart
Waldo's Dolár Mart de México, S. de R.L. de C.V., o Waldo's, es la cadena mexicana más importante del concepto "Dollar Store", creada en 1999 bajo el concepto de todo a un mismo precio, tuvo suerte en el mercado mexicano, expandiéndose por toda la República Mexicana en 2002. Desde el 2012 Waldo's pertenece a un grupo de inversionistas mexicanos bajo la administración de Grupo Vizion.

## Historia y mercadeo
Su historia se remota en 1999 cuando la tienda denominada Waldo's Holding abrió su primera sucursal en Tijuana, Baja California, bajo el mismo nombre y con el concepto de todo un dólar. Durante ese periodo Waldo's decide abrir más de 20 sucusales en el territorio mexicano, con la llegada de su primera sucursal el país en la ciudad de Tijuana, Baja California, a lo que posteriormente se le conocería a nivel nacional como "Waldo's, Todo a un precio", en 2002 se expande por toda la República Mexicana, principalmente en otros estados como Baja California Sur, Nuevo León, Tamaulipas, Guerrero, Jalisco, Michoacán, México, Morelos, Puebla, Veracruz y Ciudad de México. 

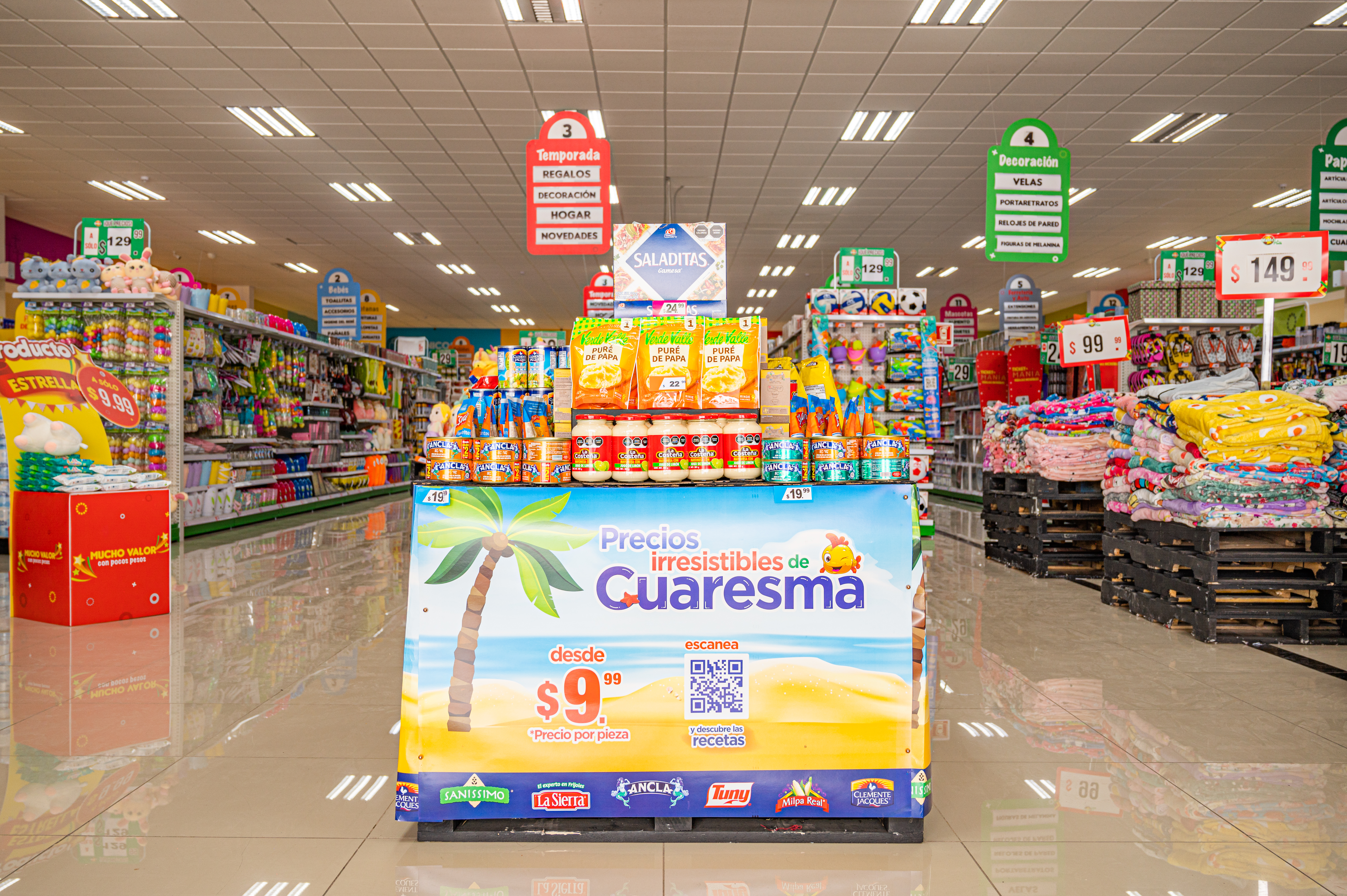
Tienda Waldo's durante la temporada de cuaresma.

En la zona noreste del país, se abren las tiendas de dólar llamadas "Todo a un precio", las cuáles eran prácticamente igual a los Waldo's Mart, desde ese mismo año, la empresa manejaba productos del hogar como comestibles, accesorios, macetas, adornos y productos de temporada a un dólar cada uno (conforme subía el precio del dólar de los Estados Unidos a México). En 2008, es adquirida por la empresa mexicana de ropa Grupo Vizión, la cual sólo manejaba tiendas como Eleczión y Exprezión en algunas zonas populares del país.

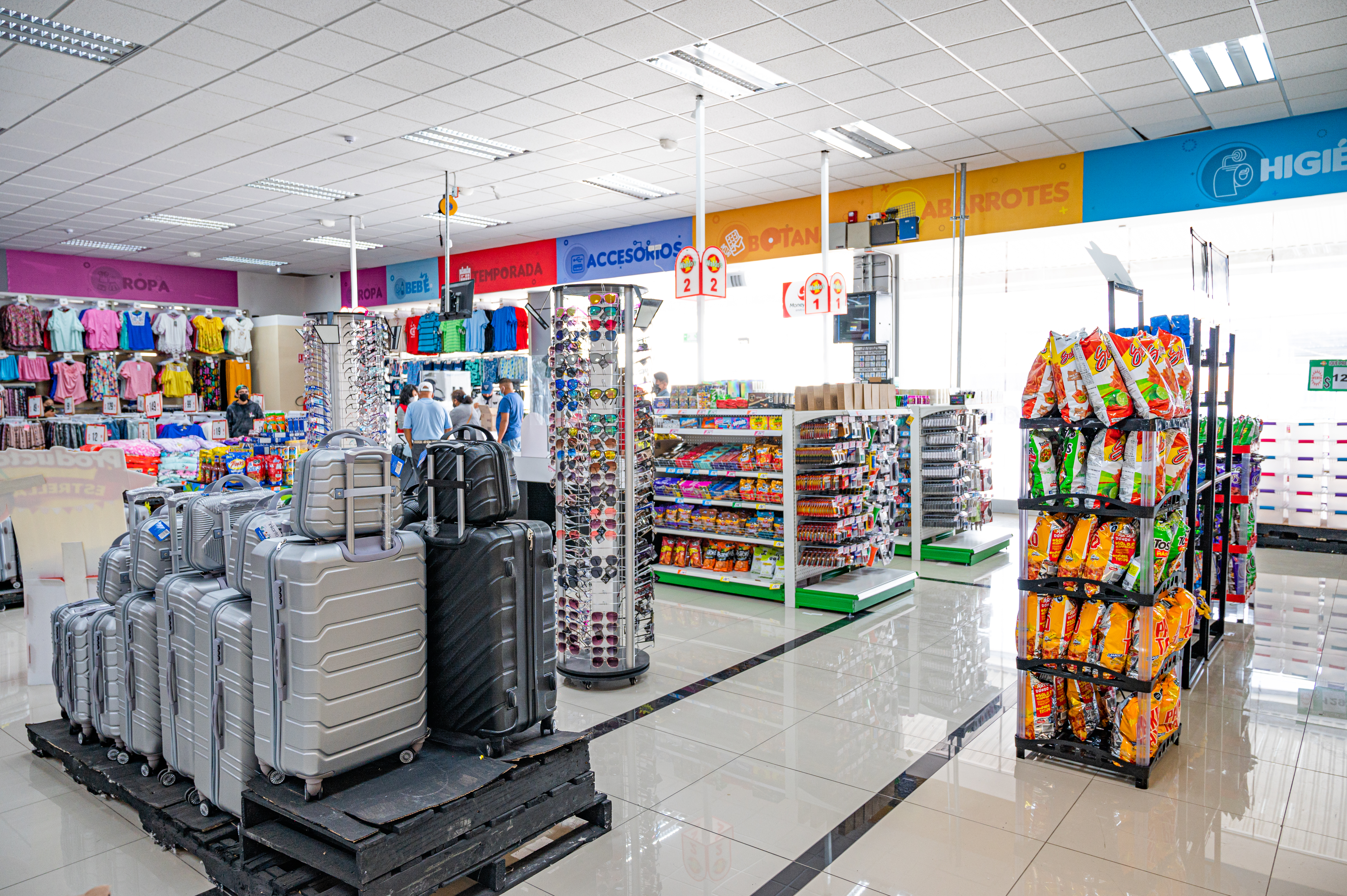
Interior de una sucursal ubicada en San Luis Potosí, San Luis Potosí.

En 2012, dejaría de manejar todos sus productos a un mismo precio, luego de la aumentación del precio del dólar estadounidense en México, a lo cual venderían a diferentes precios y la agregación de productos como bocinas, herramientas de ferretería, artículos para mascotas, y también su propia línea de ropa de la submarca Eleczión.
En 2017, se crea el formato de tienda Waldo's Express, en espacios donde alguna vez fueron Exprezión o Eleczión; nace además su programa de lealtad llamado Tarjeta Recompensas para utilizar en estas marcas, también se crean las campañas publicitarias Súper 10 y WalDomingos de Súper.  
En septiembre de 2019, se abre la tienda número 400 de Waldo's Mart, localizada en la ciudad donde surgió esta cadena en México: Tijuana, Baja California y para junio de 2022 se inaugura la sucursal número 500 de la cadena Waldo’s, ubicada en el Centro Comercial Alameda en Tizayuca, Hidalgo.

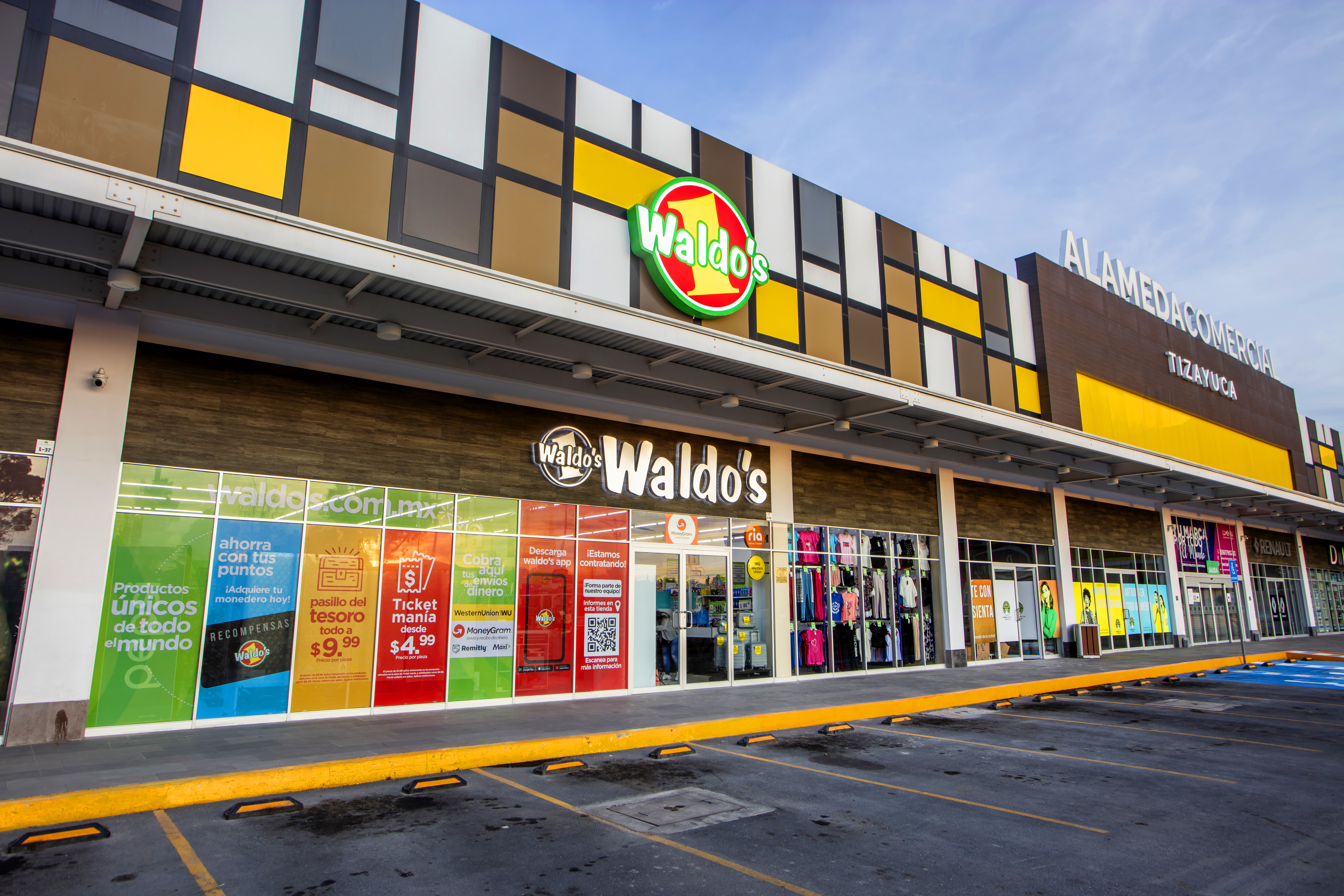
Fachada de la sucursal 500 ubicada en el estado de Hidalgo.

En octubre de 2023, incursiona en el concepto de PetFriendly, dando servicio a los clientes con sus mascotas en sucursales. A finales de noviembre, apertura la tienda 600 en la República Mexicana con la inauguración de Waldo's Paseos del Bosque, ubicada en el municipio de Tecamac, Estado de México.

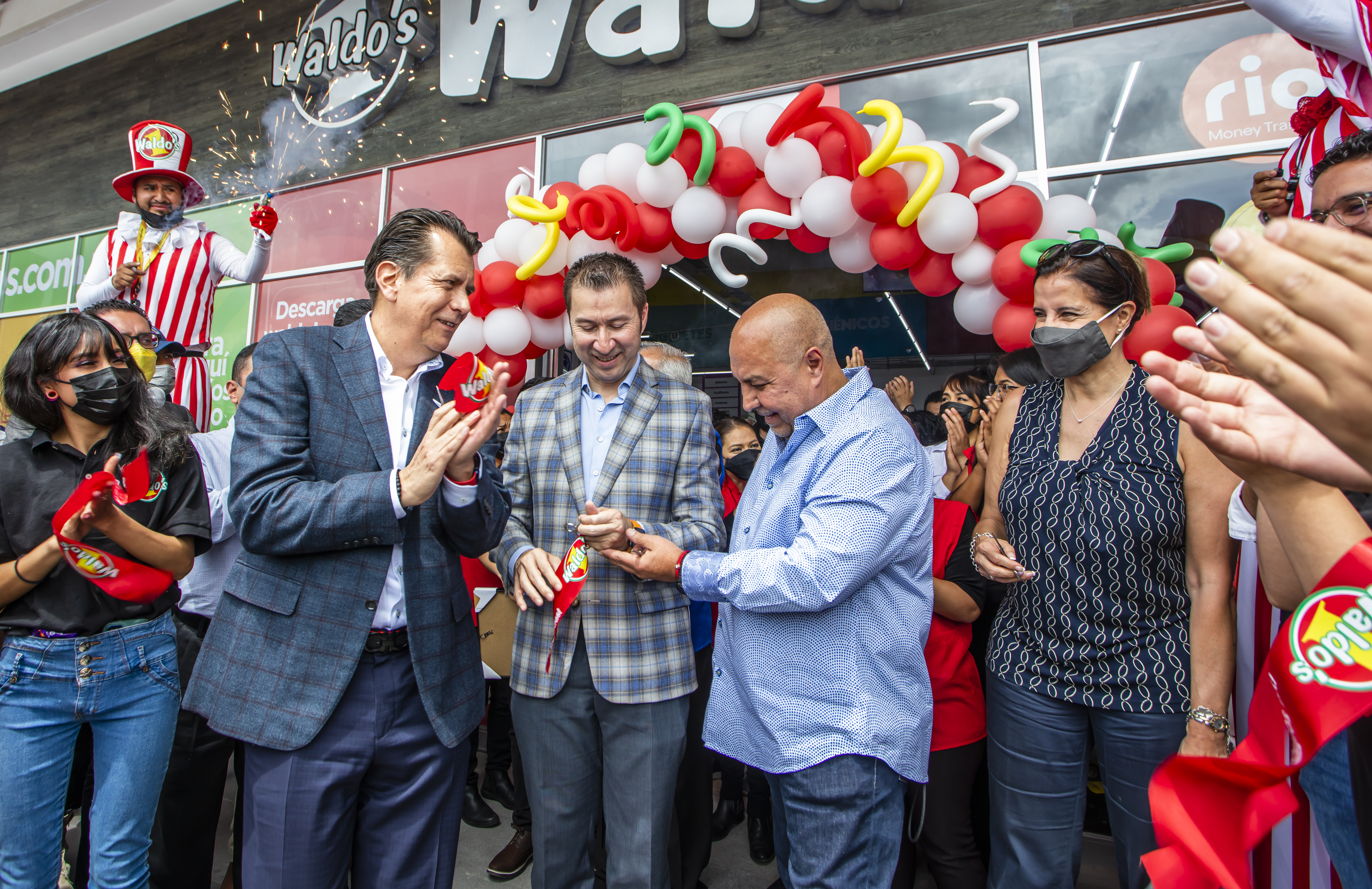
Inauguración de la tienda número 500 de Waldo's en el estado de Hidalgo.

Ese mismo año Waldo's habría anunciado el hito de llegar a 1000 sucursales en el territorio mexicano en 2025. En febrero de 2024, cambia la imagen de sus fachadas e interioes de tienda y hacen una actualización de la típografía del logo.

### Concepto de "Todo a 1 Precio"
Inició vendiendo productos de un solo precio como artículos de uso para el hogar, productos de limpieza, artículos de temporada y demás artículos, todo bajo sólo un mismo precio, conforme al precio del dólar estadounidense (USD) y el concepto de las famosas tiendas de Todo a un dólar. 
En un inicio, los productos tenían un costo de $9 MXN (nueve pesos) más IVA incluido, posteriormente sube a $10 MXN (diez pesos), $11 MXN (once pesos) y hasta llegar a los $13 MXN (trece pesos) durante 2011, y en 2012 empieza a cambiar el concepto de Waldo's dejando su famoso modelo de compra "Todo a un precio", vende a una cantidad con terminación .99¢ (noventa y nueve centavos) variando, normalmente cerrando un número de 5 o 0 como $14.99 o $9.99. Descontinuado debido a la crisis de 2008 en México.

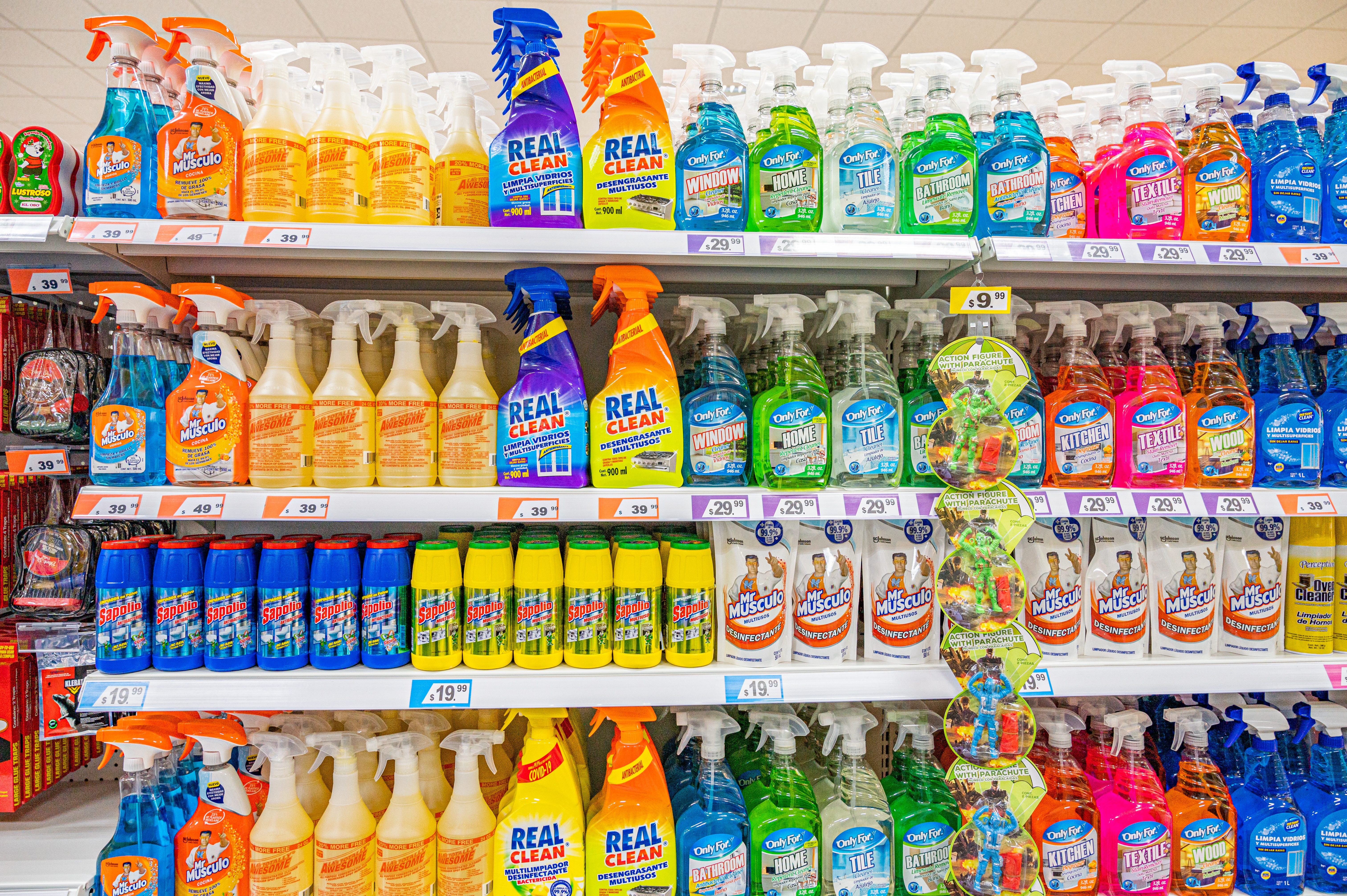
Anaquel con diferentes precios de una sucursal ubicada en la ciudad de San Luis Potosí, San Luis Potosí.

### Competencia de Waldo's
Mantiene una competencia compleja con tiendas chinas o de productos asiáticos, pero no compite directamente con ninguna otra cadena de supermercado o tienda de autoservicio mexicana, generalmente no compite directamente con grandes cadenas de supermercados ni mini supers. Actualmente, desde 2022, diferentes tiendas locales de origen chino han abierto a lo largo del país, generando una gran rivalidad con las tiendas Waldo's en diferentes partes del territorio mexicano.

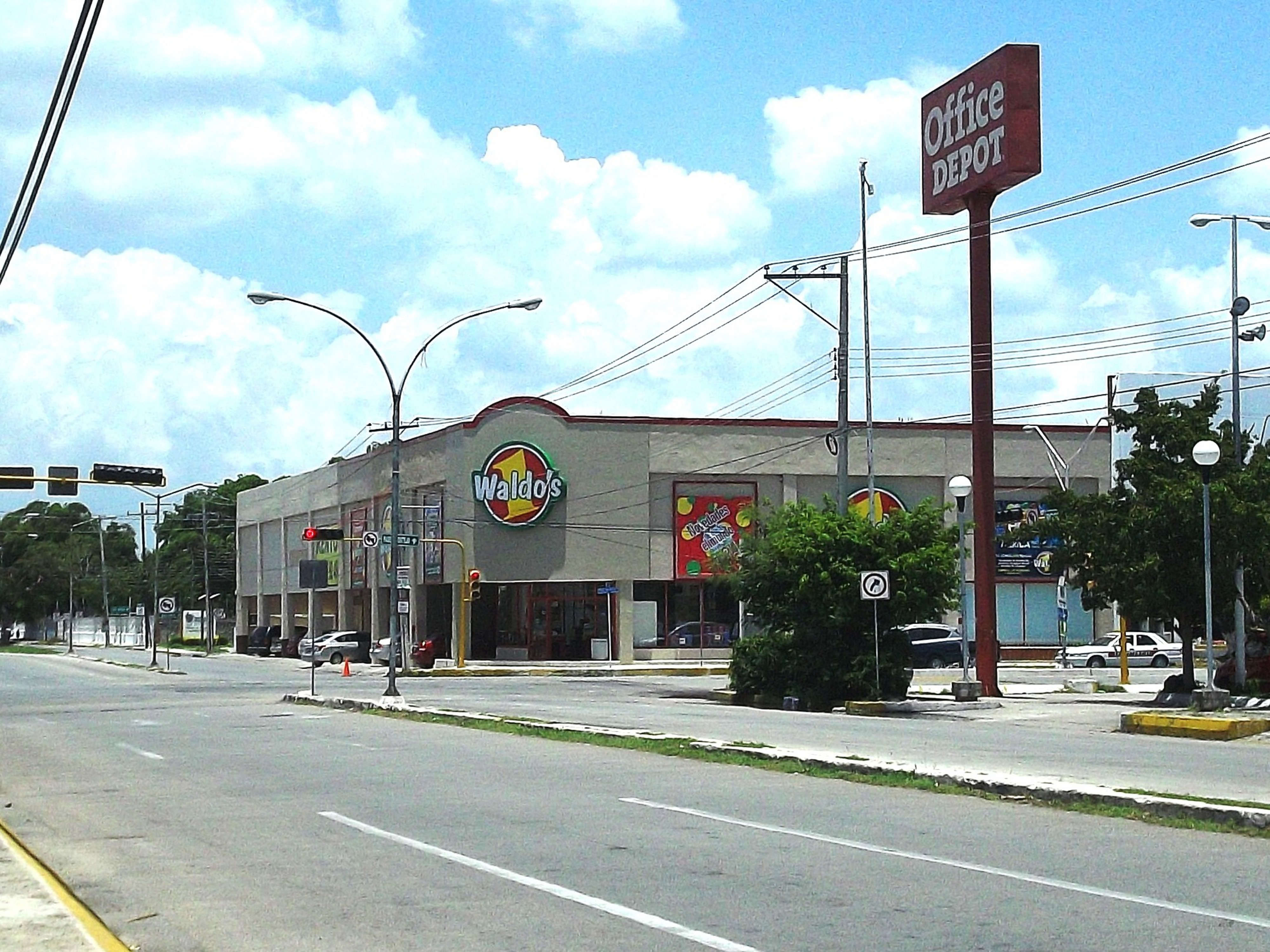
Fachada de una sucursal ubicada en la ciudad de Mérida, Yucatán.

### Waldo's Motos[15]
En mayo de 2023, incursionó en el ámbito de la venta de motos, y posteriormente en julio del mismo año abre su primera sucursal ubicada en Sahuayo, Michoacán, uno de los competidores a las tiendas dedicadas a la venta de motocicletas como Coppel y Elektra, sus principales competidores y el cual es líder de la venta de estos productos.
Cuenta con más de 30 modelos de motocicletas y entre las que destacan las marcas Kiwo y Vento para ser ofrecidas en sus sucursales, plantadas sobre algunas zonas como en el Bajío, occidente y sureste del país, formando su expansión durante 2 años hasta finales de 2025.

## Casos y polémicas

### Supuesto enlace con la familia de Vicente Fox y su esposa Marta Sahagún.
En 2005, el entonces presidente de México Vicente Fox y su esposa Marta Sahagún, junto a su familia, son ligados con la cadena de tiendas Waldo's Mart debido a que fue durante 2005 que la diputada federal Martha Lucía Mícher Camarena, entonces integrante del Partido de la Revolución Democrática (PRD), presidió una comisión legislativa que se encargaba de investigar a Manuel Bribiesca Sahagún, hijo de Martha Sahagún, primera dama y esposa del presidente Fox, por presuntos actos de tráfico de influencias y corrupción, anunció que tras una denuncia anónima de un agente de aduanas investigarían a Waldo’s, debido a un supuesto enlace de Bribiesca, se habían presentado muchas actividades, solicitudes y permisos de importación en los que estaría involucrada la cadena.
Esta información fue desestimada dado que la familia Fox y Sahagún nunca tuvo relación alguna con Waldo's.

### Incendio en Bodega de Waldo's en Cuautitlán Izcalli, Estado de México, fallece mujer bombera.
En febrero de 2009 se incendia la bodega de almacenamiento de Waldo's en Izcalli, Estado de México, sobre la autopista México-Querétaro, se llamó la ayuda de Protección Civil y Bomberos del municipio de Tultitlán, una mujer de nombre Ángela de Jesús Mendoza, de 22 años de edad, quien formaba parte del cuerpo de bomberos falleció en el incendio debido a traumatismo craneoencefálico.

### Venden productos de importación de China o de los Estados Unidos.
Waldo's ha declarado en distintas ocasiones que sus productos provienen de México, China, India, Estados Unidos y 12 países más